# Кольонія-Завада
Кольонія-Завада (пол. Kolonia Zawada) — село в Польщі, у гміні Томашув-Мазовецький Томашовського повіту Лодзинського воєводства.
Населення — 325 осіб (2011).
У 1975-1998 роках село належало до Пйотрковського воєводства.

## Демографія
Демографічна структура станом на 31 березня 2011 року:
|          | Загалом | Допрацездатний вік | Працездатний вік | Постпрацездатний вік |
| -------- | ------- | ------------------ | ---------------- | -------------------- |
| Чоловіки | 160     | 40                 | 111              | 9                    |
| Жінки    | 165     | 31                 | 105              | 29                   |
| Разом    | 325     | 71                 | 216              | 38                   |